# Wołodymyr Szepelew
Wołodymyr Andrijowycz Szepelew, ukr. Володимир Андрійович Шепелєв (ur. 1 czerwca 1997 we wsi Ałtestowe, w obwodzie odeskim, Ukraina) – ukraiński piłkarz grający na pozycji pomocnika w Dynamie Kijów.

## Kariera klubowa
Wychowanek klubów Czornomoreć Odessa i Dynamo Kijów, barwy których bronił w juniorskich mistrzostwach Ukrainy (DJuFL). Karierę piłkarską rozpoczął 13 sierpnia 2014 w drużynie juniorskiej Dynama Kijów, a 25 lutego 2017 debiutował w podstawowym składzie kijowskiego klubu.

## Kariera reprezentacyjna
Występował w juniorskiej reprezentacji Ukrainy od U-16 do U-19.
6 czerwca 2017 zadebiutował w narodowej reprezentacji Ukrainy w przegranym 0:1 meczu towarzyskim z Maltą.

## Sukcesy i odznaczenia

### Sukcesy piłkarskie
Dynamo Kijów
- wicemistrz Ukrainy: 2016/17
- finalista Pucharu Ukrainy: 2016/17